# 石田彰
石田彰（日语：／ Ishida Akira，1967年11月2日—）為日本男性聲優。2009年3月前效力於Mausu Promotion，4月開始是自由身。目前所屬於PEERLESS GERBERA。

## 經歷
- 日进西中学校 学生会会计
- 中学到大学 游泳部（短时间）后参加美术部
- 1988年（昭和63年）进入
- 1990年（平成2年）加入
- 考当地的大学落榜，由此产生想去演剧的念头，努力一年后于第二年考上了日本大学芸術学部，在大学一年级的时候，同时接受声优科的为期两年的教育，大学三年级的秋天，又在（即日後所屬經紀公司MAUSU PROMOTION的前身）工作学习，大学毕业后正式成为配音員。
- 2007年獲得第一回聲優Awards男配角賞。
- 2009年4月退出Mausu Promotion公司。
- 2022年9月底，官方公布了《名侦探柯南》系列新作番外篇《犯人犯泽先生》的声优阵容，石田彰时隔10年再次为白马探配音。

## 人物介紹
- 從謎般的中性角色到理性青年、不良少年、帶有秘密的成年男子等各式各樣角色皆能演出差別、全體來看傾向於個性突出的神話類型角色居多。另由於擅長高壓姿態的演技，其演出角色常有「立於高處看低其他人物與風景」等高姿態的場面。
- 受到廣大女性粉絲的支持。演出《機動戰士GUNDAM SEED》的阿斯蘭·薩拉後，在網路上的反應極為熱烈，在日本、中国大陆及台湾等地的人氣也很高。從2004年開始，也就是鋼彈seed熱播之時，石田彰便穩居中國主流動漫雜誌《動感新勢力》《漫友》等聲優排名部分首位，直到幾年後《叛逆的魯魯修》走紅，被男主角魯魯修的聲優福山潤超過。
- 以無法兼顧維持角色聲質、出CD所必要的歌唱力雙方面、且原本就對唱歌不擅長等理由，基本上石田彰是不唱角色歌曲的。在被要求唱《機動戰士GUNDAM SEED》角色歌曲時，以「即使是Gundam作品，也不會讓我想唱歌」的理由而拒絕。當時亦有從所屬經紀公司來的壓力如「是唱歌呢？還是不要當配音員呢？選那個比較好？」的情節發生。但是08年隨著《銀魂》的熱播，石田彰也以桂這一角色在該放送中高歌了幾句（雖然僅僅兩句而已，卻讓廣大粉絲雀躍不已）
- 被暱稱為「小石」、「石頭」的石田彰，音質柔軟清透，優雅中帶著華貴感，音域相當廣，溫柔軟嫩的中高嗓音甚至可配到女性的角色，像是《美少女戰士》中妖嬈媚惑的魚眼愛將，DRAMA CD裡一人詮釋家中七人的角色，光是裡面的女角裡就包含了老年的奶奶、中年的媽媽及少女的妹妹，能夠將各中不同年齡的女性角色詮釋的那麼到位，這在男性聲優裡可是相當罕見的。
- 早期配了將近 26 部 耽美向的作品，是石田彰早期積累人氣的重要原因之一，在耽美廣播劇中，石田彰能夠根據人物的個性來塑造聲音，給人們留下深刻印象。05年後除了完成尚未完結的耽美配音作品，不再進行新的耽美廣播劇製作。
- 曾經說過自己對人或事物即使有興趣也不會熱衷，可以說是毫無興趣。但這樣的石田居然迷上了電視節目「ロケみつ」，在廣播節目「クリームソーダとギムレット」的第17回（RADIO TOMO!）裡，光是提到ロケみつ的稲垣早希的話題就接近20分鐘，即使是收錄前的討論也在聊這個話題。

## 配音作品
※主要角色以粗體顯示

### 電視動畫
1990年
- 機動警察（整備員）
- 三眼神童（タカシ）

1991年
- 亂馬1/2熱鬥篇（男子生徒、湯太郎 他）

1992年
- 人小鬼大（鶴田）

1994年
- 幸運超人（正義正）
- 飛天少女豬（水野光一）
- 橘子醬男孩（土屋螢）
- FH（天野秀樹）
- 幽☆遊☆白書（學生時代的仙水）
- 魔天戰神（艾馬池）

1995年
- 闘魔鬼神伝ONI（朱羅丸）
- 恐龍冒險記（米特）
- 守護天使莉莉佳（宇崎星夜）
- NINKU~忍空~（赤雷、佐吉）

1996年
- 新世紀福音戰士（渚薰）
- 秀逗魔導士NEXT（傑洛士）
- 熱鬥小馬（三枝友則）
- 名探偵柯南（籏本一郎）

1997年
- 酷妹當家（小光）
- CLAMP學園偵探團（雄大寺挑）
- 深海傳說（赛文奥特曼）
- 烙印勇士（ジュドー）
- 秀逗魔導士TRY（傑洛士）
- 逮捕令（サキ・アブドゥーシャ）
- 爆走兄弟Let's & Go!!（シュミット）
- 马赫Go Go Go（1997年版）（立石匠）
- 夢幻遊戲OVA（祀行斂）

1998年
- 男女翹翹板（池田一馬）
- 星方武俠（亞瑟）
- 超魔神英雄傳（克魯）
- 南海奇皇（田中武藏）
- Night Walker真夜中的偵探（俊一）

1999年
- 數碼寶貝大冒險（巫師獸）
- 傀儡師左近（森誠一）
- 格鬥小霸王（爆）
- 仙界傳 封神演義（申公豹）

2000年
- 犬夜叉（甘利信長）
- 金田一少年事件簿（石艮真一）
- 幻想魔傳最遊記（豬八戒、天蓬元帥）
- 櫻花大戰（蒼木剎那）
- BOYS BE…（胡桃澤誠）
- 真·女神轉生 惡魔之子（筋道トオル、ザックーム）
- 宝可梦（ハヤト）
- 風雲爆彈娘（フリオ・ピースメーカー）
- 女神候補生（優·緋座）

2001年
- 七人之奈奈（神近優一／623）
- 足球小將（2001年版）（松山光）
- 熱帶雨林的爆笑生活（橘誠一）
- 網球王子（觀月初）
- 名探偵柯南（白馬探）

2002年
- 小魔女DoReMi 大合奏!（少年）
- 天使特警（アンオウ）
- 機動戰士鋼彈SEED（阿斯蘭·薩拉）
- 鬼眼狂刀（猿飛佐助）
- 十二國記（更夜／犬狼真君、班渠）
- 少年偵探～推理之絆～（艾斯·拉塞佛德）

2003年
- （速水厚志）
- 銀河鐵道物語（オーウェン）
- 聖槍修女（庫羅諾）
- 最遊記RELOAD（豬八戒）
- 四聖獸～聖獸降臨編～（麒麟のユダ）
- 偵探學園Q（東條真澄）
- 天使怪盜（日渡伶）
- （小森朋典）
- 火影忍者（我愛羅）
- 星球流浪記（哈瓦德）

2004年
- 學園愛麗絲（鳴海老師）
- 機動戰士鋼彈SEED DESTINY（阿斯蘭·薩拉）
- 吟遊默示錄（石月直司）
- Keroro軍曹（北城睦實／623）
- 現視研（朽木學）
- 最遊記RELOAD GUNLOCK（豬八戒）
- 天上天下（真田）
- 遙遠時空～八葉抄～（安倍泰明）
- 舞-HiME（炎凪）
- MASTER（松井宏）
- MADLAX（洛佩斯）
- 哆啦A夢 (大山羨代版)（涉）

2005年
- 遊戲王GX（艾德·菲尼克斯）
- 数码宝贝X进化（巫師獸）
- 植木的法則（犬丸）
- 武器種族傳說（酷（酷德·望·朱魯愛特））
- 蠟筆小新（藤島辰巳）
- 喜歡就是喜歡（七海櫂(かい)）
- 忍者亂太郎（綾部喜八郎）
- （和賀八郎）
- 宝可梦超世代（ヒュウガ）
- 舞-乙HiME（颯·戴·阿爾泰）
- 魔法老師！（菲特·亚维路克斯）
- 名探偵柯南（綿引勝史）(第449-451話)

2006年
- 動物小町（薔薇海貴人）
- 陰守忍者（雲隱的哥哥）
- 玻璃艦隊（威迪・魯耐德・史佛查・德・羅斯普雷）
- 銀魂（桂小太郎）
- 結界師（月地ヶ岡俊彥）
- 少年陰陽師（安倍晴明(青年)）
- 暗夜第六感（霧原直也）
- NANA（岡崎真一）
- 西方善魔女（ロット·クリスバード）
- 血戰 BLOOD+（喬艾爾〈第6代〉）

2007年
- 火影忍者疾風傳（我愛羅）
- 鋼鐵三國志（呂蒙子明）
- 現視研2（朽木學）
- 守護甜心!（初代K（天河司））
- 四聖獸～光陰敘事詩天使譚～（麒麟のユダ）
- 交響情人夢（高橋紀之）
- 花鈴的魔法戒(小女神花鈴)（錦織 滿）
- 光明之淚X風(Shining Tears X Wind)（霧谷魁斗）
- 遙遠時空3 紅月（利茲·凡）
- BAMBOO BLADE（'榮花段十朗）
- 地球防衛少年（可愛姆西）

2008年
- 記憶女神的女兒們（埃伯斯）
- 染紅的街道（西野冬彥）
- CHAOS;HEAD（高科史男）
- 守護甜心!心跳（初代K（天河司））
- 圖書館戰爭（小牧幹久）
- 夏目友人帳（名取周一、親戚中的大叔）
- 今日大魔王!第三季（薩拉列基）
- 秀逗魔導士REVOLUTION（傑洛士）
- 迷宮塔 ～烏魯克之盾～（卡利）

2009年
- 奇蹟列車～歡迎來到大江戶線～（德川）
- KIDDY GiRL-AND（安歐）
- 獸之奏者 艾琳（ダミヤ）
- 穿越宇宙的少女（艾利密歐·斯露）
- 續 夏目友人帳（名取周一）
- 迷宮塔 ～烏魯克之盾～（卡利）
- 潘朵拉之心（扎克席茲·布雷克）
- 初戀限定。（連城由紀人）
- 秀逗魔導士EVOLUTION-R（傑洛士）
- 戰鬥司書系列（摩卡尼亞＝弗魯路）
- 戰鬥陀螺 鋼鐵奇兵（大池飛輪）

2010年
- 無法掙脫的背叛（若宮奏多／祗王泠呀）
- 戰國BASARA貳（竹中半兵衛）
- 超級機械人大戰OG -The Inspector-（梅基保斯、伊古雷特·烏爾茲）
- STAR DRIVER 閃亮的塔科特（海德）
- 遙遠時空3 永無止境的命運（利茲·凡）
- Starry☆Sky（星月琥太郎）
- 戰鬥陀螺 鋼鐵奇兵 爆（大池飛輪）
- Angel Beats!（迷之青年）
- 妖怪少爺（隠神刑部狸 玉章）
- 天降之物F（新內褲機械人）
- 薄櫻鬼 碧血錄（正木時茂）
- Heartcatch 光之美少女！ （可隆）

2011年
- 銀魂（桂小太郎）
- 變研會（武藏小麥）
- 夏目友人帳 参（名取周一）
- 迴轉企鵝罐（多蕗桂樹）
- 神的記事本（善喜）
- 妖精的尾巴（瑟雷夫·多拉格尼爾）
- 美食獵人TORIKO（多米羅特）
- Fate/Zero（雨生龍之介）
- 未來日記（秋瀨或）
- Phi Brain 神之謎題（軸川總司）
- 便·當（海格力斯的棍棒）

2012年
- PSYCHO-PASS心靈判官（縢秀星）
- 男子高中生的日常（会长）
- 夏目友人帳 肆（名取周一）
- 足球騎士（荒木龍一）
- Phi Brain 神之謎題II（軸川總司）
- 加速世界（Yellow Radio）
- SKET DANCE（真賀田道則）
- 超譯百人一首戀歌（藤原義孝）
- 神偷怪盜（白馬探）
- 銀魂（桂小太郎）
- 元氣少女緣結神（御影）

2013年
- 聖斗士星矢Ω（雙魚座黃金聖鬥士）
- AMNESIA（ケント Kent）
- 斷裁分離的罪惡之剪（中嶋正義）
- 機動戰士鋼彈SEED(重製版)（阿斯蘭·薩拉）
- RDG 瀕危物種少女（村上穗高）
- 血型小將ABO（O型）
- 革神語（春繩）
- 魔奇少年（尤纳恩）
- 槍彈辯駁 希望學園與絕望高中生  The Animation（十神白夜）
- SERVANT×SERVICE（露西父親）
- 魔界王子 devils and realist（薩麥爾）
- 京騷戲畫（稻荷）
- 八犬傳－東方八犬異聞－第二期（華月）
- 蒼翼默示錄Alter Memory（天音錦）
- Phi Brain 神之謎題III（軸川總司）
- 東京闇鴉（比良多篤禰）
- 眼鏡部!（缽嶺智）
- 新多啦A夢（灰姑娘中的王子）
- 白熊咖啡廳（眼鏡猴）

2014年
- 信長之槍（法蘭索瓦·維多克）
- ONE PIECE（白馬卡文迪許）
- 屬性同好會（長沼）
- Keroro軍曹（北城睦實／623）
- 地球隊長（嵐英司）
- 戰國BASARA Judge End（竹中半兵衛）
- 信長協奏曲（堀秀政）
- 火星異種「阿聶克斯1號篇」（喬瑟夫）
- 寄生獸 生命的準則（島田秀雄）
- 晨曦公主（安·順儀）
- 魔神之骨（維克多／虎之骨）

2015年
- 元氣少女緣結神◎（御影）
- 美男高校地球防衛部LOVE！（知久和武）
- 聖劍使的禁咒詠唱（駿河安東）
- 血界戰線（「墮落王」菲姆特）
- 血型小將ABO 2（O型）
- 鑽石王牌 –SECOND SEASON–（渡邊久志）
- 銀魂°（桂小太郎）
- 六花的勇者（泰格狃）
- 赤髮白雪姬（伊札那·威斯塔利亞）
- 槍的假面舞會（花房森）
- 櫻子小姐腳下埋著屍體（磯崎齋）
- 血型小將ABO 3（O型）
- 怪物彈珠動畫(光之鬪神 業障）

2016年
- 遊戲王ARC-V（艾德·菲尼克斯）
- 少女們向荒野進發（黑田岩男）
- 昭和元祿落語心中（有樂亭八雲／菊比古）
- Divine Gate（奧茲）
- FAIRY TAIL ZERØ（瑟雷夫•多拉格尼爾）
- Dimension W －第四次元－（阿爾伯特·舒曼）
- 赤髮白雪姬 第2期（伊札那·威斯塔利亞）
- 血型小將ABO 4（O型）
- 在下坂本，有何貴幹？（久保田吉伸）
- 魔奇少年 辛巴達的冒險（尤南）
- 美男高校地球防衛部LOVE！LOVE！（常磐都丸）
- 時間旅行少女～真理、和花與8名科學家～（海因里希·赫茲）
- 槍彈辯駁3 －The End of 希望峰學園－未來篇 （十神白夜）
- 槍彈辯駁3 －The End of 希望峰學園－絕望篇（超高校級的詐欺師）
- 槍彈辯駁3 －The End of 希望峰學園－希望篇（十神白夜、詐欺師）
- 夏目友人帳 伍（名取周一）
- 文豪Stray Dogs 第2期（費奧多爾·杜斯妥也夫斯基）
- 漂流武士（源義經）
- Classicaloid（巴德）

2017年
- 時間飛船24（半藏）
- 3月的獅子（宗谷冬司）
- 昭和元祿落語心中－助六再現篇－（有樂亭八雲）
- 鎖鏈戰記 ～赫克瑟塔斯之光～（尤里）
- 銀魂.（桂小太郎）
- CHAOS;CHILD（高科史男）
- 黑色推銷員NEW（弱腰過）
- 不要輸！！惡之軍團！（奇庫醬）
- 境界之輪迴 第3期（黑洲）
- 夏目友人帳 陸（名取周一）
- 妖怪公寓的優雅日常（一色黎明）
- 戀愛與謊言（仁坂騎士）
- 最遊記RELOAD BLAST（豬八戒）
- 咕嚕咕嚕魔法陣（總裁）
- 悠久持有者：魔法老師！ 第2部（菲特·亞維路克斯）
- 食戟之靈 餐之皿（司瑛士）
- 少女終末旅行（金澤）
- 奇諾之旅 -the Beautiful World- the Animated Series（男）
- 魔法使的新娘（will-o'-wisp）
- 如果有妹妹就好了。（神崎信繁）
- 泥鯨之子們在沙地上歌唱（歐魯卡）
- 理想禁區（楊奇）
- 慕留人-火影忍者新世代（我愛羅）

2018年
- 3月的獅子 第2期（宗谷冬司）
- 伊藤潤二驚選集（青年）
- 食戟之靈 餐之皿 遠月列車篇（司瑛士）
- 魔法少女 俺（改造人間六轟／藤本六轟）
- 重神機潘多拉（吳龍）
- 罪人與龍共舞（茲歐·盧）
- DEVILSLINE 惡魔戰線（石丸惠巳）
- 中間管理錄利根川（荻野）
- 異世界魔王與召喚少女的奴隸魔術（奇拉·L·古林伍德[1]）
- 工作細胞（一般細胞／癌細胞）
- Angolmois 元寇合戰記（安德帝）
- 深夜！天才傻鵬（ReReRe大叔）
- LORD of VERMILION 紅蓮之王（十文字駿河[2]）
- 學園BASARA（竹中半兵衛[3]）
- 刀劍神域 Alicization（加百列·米勒／Subtilizer）
- Thunderbolt Fantasy 東離劍遊紀2 (諦空／婁震戒)

2019年
- 不愉快的妖怪庵 續（蘆屋榮）
- 路人超能100 II（最上啓示）
- 狂賭之淵××（尾喰凜）
- 鑽石王牌 actII（渡邊久志）
- 偶像學園Friends！〜閃耀的寶石〜（里歐·夏洛特）
- 卡罗尔与星期二（黑骑士）
- 文豪Stray Dogs 第3期（費奧多爾·杜斯妥也夫斯基）
- Dr.STONE 新石紀（冰月）
- 平凡職業造就世界最強（清水幸利）
- 廚病激發BOY（浮士德、班傑明、大叔、漫研社社長）
- 非洲的動物上班族（烏龜社長）
- 七大罪 眾神的逆麟（流德雪爾）
- 食戟之靈 神之皿（司瑛士）
- 刀劍神域 Alicization War of Underworld（Subtilizer／加百列·米勒／貝庫達）

2020年
- 怕痛的我，把防禦力點滿就對了（馬克斯）
- 毛球權次郎（過去的亮晶晶）
- 食戟之靈 豪之皿（司瑛士）
- Re:從零開始的異世界生活 2nd season（雷格魯斯·柯尼亞斯）
- 女武神的餐桌（奧托·阿波卡利斯）
- 刀劍神域 Alicization War of Underworld -THE LAST SEASON-（Subtilizer／加百列·米勒／貝庫達）
- 熊熊勇闖異世界（國王）

2021年
- Dr.STONE 新石紀 Stone Wars（冰月）
- 工作細胞!!（癌細胞）
- 七大罪 憤怒的審判（流德雪爾）
- 怪物事變（昭夫）
- 境界觸發者 2nd season（王子一彰）
- 勇者鬥惡龍 達伊的大冒險（拉赫特）
- 魔法水果籃 The Final（草摩晶）
- MARS RED（竹內）
- 美少年偵探團（雙頭院踊）
- 瓦尼塔斯的手札（老師）
- 平穩世代的韋馱天們（普蘭提亞）
- 關於我轉生變成史萊姆這檔事（金·克林姆茲）
- 女武神的餐桌II（奧托·阿波卡利斯）
- 與你一起健身拳擊（廣）
- 数码宝贝幽灵游戏（東御手洗清司郎[4]）
- 特斯拉筆記（皮諾）
- 鬼滅之刃 無限列車篇（上弦之參·猗窩座）
- 鬼滅之刃 遊郭篇（上弦之參·猗窩座）
- 境界觸發者 3rd season（王子一彰）
- 魯邦三世 PART6（莫里亞蒂）

2022年
- 最遊記RELOAD -ZEROIN-（豬八戒）
- TRIBE NINE（神谷瞬）
- 自稱賢者弟子的賢者（白兜帽[5]）
- 女性向遊戲世界對路人角色很不友好（魯克西翁[6]）
- 薔薇王的葬列（里奇蒙）
- 骸骨騎士大人異世界冒險中（多明迪亞盧斯[7]）
- 東京喵喵NEW（藍澤誓司[8]）
- 黑之召喚士（托利斯坦·法澤）
- 名偵探柯南 犯人·犯澤先生（白馬探[9]）
- 我家師傅沒有尾巴（惠比壽家歌綠[10]）
- 後宮之烏（封宵月）

2023年
- HIGH CARD 至高之牌
- 怕痛的我，把防禦力點滿就對了2（馬克斯[11]）
- 眾神眷顧的男人2（柯金[12]）
- 文豪Stray Dogs 第4期（費奧多爾·杜斯妥也夫斯基[13]）
- 狩火之王（雲雀[14]）
- 熊熊勇闖異世界 PUNCH！（國王）
- 六道的惡女們（木島耕太〈課長〉[15]）
- 逃走中 THE GREAT MISSION（シド フェニックス）
- 鬼滅之刃 刀匠村篇（上弦之參·猗窩座）
- 魔法使的新娘 SEASON2（will-o'-wisp）
- 魔術士歐菲流浪之旅 聖域篇（阿爾瑪蓋斯特[16]）
- 黃金神威（松田平太[17]）
- 她去公爵家的理由（希卡·戴敏特[18]）
- 勇者赫魯庫（荷恩[19]）
- 文豪Stray Dogs 第5期（費奧多爾·杜斯妥也夫斯基）
- MIX 第二季 ～第二個夏天，邁向晴空～（佐佐木）
- 我的幸福婚約（堯人[20]）
- Paradox Live THE ANIMATION（博士）
- Dr.STONE 新石紀 NEW WORLD（冰月）
- 超超超超超喜歡你的100個女朋友（羽香里的父親）

2024年
- 狩火之王 第2期（雲雀[21]）
- HIGH CARD 至高之牌 第2期（拉拉·瓦爾登克萊因）
- 魔女與野獸（麥特·庫嘉[22]）
- 小酒館Basue（藍貓、紅貓、紫貓、黃貓）
- 四處貼上吧！小狗（老師[23]）
- 夜櫻家大作戰（鳩田飛鳥[24]）
- Re:從零開始的異世界生活 3rd season（雷古勒斯·柯爾尼亞斯）
- 科學×冒險生存！（凱伊[25]）
- 唯願來世不相識（深山霧島[26]）
- 魔法光源股份有限公司（古賀圭[27]）
- 夏目友人帳 漆（名取周一[28]）

2025年
- 我的幸福婚約 第2期（堯人[29]）
- Dr.STONE 新石紀 SCIENCE FUTURE（冰月[30]）
- 天久鷹央的推理病歷表（蘆屋雄太[31]）
- 我獨自升級 Season2 -Arise from the Shadow-（蟻王 / 柏納）
- 戰隊大失格 2nd season（西木有、瑪加迪亞）
- 炎炎消防隊 參之章（大黑部長）
- 銀魂多重宇宙動畫「3年Z班銀八老師」（桂小太郎[32]）
- 科學×冒險生存！（第2期）（凱伊[33]）
- 亂馬1/2（第2作）（五寸釘光[34]）

### OVA
- 閃電霹靂車～新的挑戰者（司馬誠一郎）
- （黑天使no.2）
- （高木）
- （阿斯蘭·薩拉）
- 銀河英雄傳說（モーリッツ·フォン·ハーゼ）
- 幻想魔傳最遊記（豬八戒）
- （日下五郎）
- 秀逗魔導士SPECIAL（ジェフリー）
- 墮靡泥之星（日语：堕靡泥の星）（神納達也）
- 電光快車俠（翼）
- 網球王子 Original Video Animation 全國大會篇（觀月初）
- 電腦戰隊 Voogie's Angel（アッシュ）
- 鬥神都市II（シード）
- 爆炎學園（神野巧）
- 火炎之紋章 紋章之謎（ゴードン）
- （白馬探）
- 誘惑COUNT DOWN（雨宮鏡）
- 龍機傳承（セディ）
- LEVEL-C（篠原みづき）
- 灌篮高手OVA 第四集（水澤一郎）
- 現視研（朽木學）
- 聖鬥士星矢 THE LOST CANVAS 冥王神話（處女座 阿釋密達）
- BLOOD LAD(ロイ罗伊)
- 魔法老師OVA 另一個世界（菲特·亚维路克斯）

2014年
- 魔奇少年 辛巴達的冒險（尤納恩）※漫畫第3卷特別版原創動畫附DVD

2015年
- 銀魂（桂小太郎）※漫畫第58卷OAD同捆版

2016年
- 血界戰線（菲姆特）

2017年
- 食戟之靈「遠月十傑」（司瑛士）※漫畫第25卷OAD同捆版
- 美男高校地球防衛部LOVE！LOVE！LOVE！（牡丹讓）

### 劇場版動畫
1997年
- 新世紀福音戰士劇場版 死與新生（渚薰）
- THE END OF EVANGELION 新世紀福音戰士劇場版 Air／真心為你（渚薰）

2001年
- （豬八戒）
- 秀逗魔導士PREMIUM（ゼロス）

2002年
- （前田耕治）

2005年
- 火影忍者劇場版：大激突！夢幻的地底遺跡（我愛羅）

2006年
- 勇者物語（石岡）
- 名偵探柯南：偵探們的鎮魂歌（白馬探）
- 劇場版 遙遠時空 舞一夜（安倍泰明）

2007年
- BLEACH 死神劇場版：鑽石星塵的反叛（草冠宗次郎）
- 福音戰士新劇場版：序（渚薰）
- 電影 Yes! 光之美少女5GoGo!甜點王國的生日聚會!（杜雷）

2009年
- 福音戰士新劇場版：破（渚薰）

2010年
- 銀魂劇場版 新譯紅櫻篇（桂小太郎）
- 劇場版 空之境界 未來福音（倉密目留海）
- 劇場版 空之境界 未來福音‧序（瓶倉光溜）

2011年
- 剧场版 魔法老师！ ANIME FINAL（菲特·亚维路克斯、库维杜姆）

2012年
- 圖書館戰爭 革命之翼（小牧幹久）
- 福音戰士新劇場版：Q（渚薰）

2013年
- 銀魂劇場版 完結篇 永遠的萬事屋（桂小太郎）
- 劇場版「PERSONA 3 THE MOVIE #1 Spring of Birth 」（結城理）

2014年
- 劇場版「PERSONA 3 THE MOVIE #2 Midsummer Knight's Dream 」（結城理）

2015年
- 劇場版「PERSONA 3 THE MOVIE #3 Falling Down 」（結城理）

2016年
- 加速世界 INFINITE∞BURST（Yellow Radio）
- 劇場版「PERSONA 3 THE MOVIE #4 Winter of Rebirth 」（結城理）

2018年
- 文豪Stray Dogs DEAD APPLE（費奧多爾·杜斯妥也夫斯基）
- 忍者蝙蝠俠（紅頭罩）

2019年
- 航海王：奪寶爭霸戰（卡文迪許）

2020年
- 鬼滅之刃劇場版 無限列車篇（上弦之參·猗窩座）
- 尋找小魔女DoReMi（矢部隼人）

2021年
- 銀魂 THE FINAL（桂小太郎）
- 新·福音戰士劇場版𝄇（渚薰）

2023年
- 鬼太郎誕生 咯咯咯之謎（長田幻治[35]）

2024年
- 機動戰士GUNDAM SEED FREEDOM（阿斯蘭·薩拉[36]）

2025年
- 鬼滅之刃劇場版 無限城篇 第一章 猗窩座再襲（猗窩座〈上弦之參〉[37]）

### 網路動畫
2017年
- 寶可夢世代（N）

2019年
- 拳愿阿修罗（英初）
- 7SEEDS 幻海奇情（守宮粽）[38]

2024年
- 範馬刃牙 VS 拳願阿修羅（英初[39]）
- 香蕉喵遊世界（旁白[40]）

2025年
- 忍者蝙蝠俠VS極道聯盟（紅頭罩[41]）
- 航海王談戀愛（生物部部長[42]）

### 電玩遊戲
- 龍機傳承1（司迪）
- 小魔女帕妃（斐爾‧路特 / 王子）
- 小魔女蕾妮特（斐爾‧路特）
- 妖精戰士3（セヴィル）
- Amnesia失憶症 （Kent）
- CLOCK ZERO 〜終焉の一秒〜[永久]（哲学者/時田終夜）
- AZEL -PANZER DRAGOON RPG-（エッジ）
- 伊蘇I・II Eternal Story（ルタ）
- SIMPLE 2000 系列 Ultimate Vol.33 烏嚕嚕冒險 戀遊記（月白，PS2）
- SD GUNDAM GGENERATION系列（阿斯蘭·薩拉）
- 美麗南海（M2）
- 英雄传说Ⅵ（麦伊尔）
- 武器種族傳說 -翠風之劍-（クー〔クード・ヴァン・ジルエット〕，PS2）
- 王子殿下Lv1（白鳳，PS2）
- （時田楓）
- 鬼武者2（風魔小太郎）
- （河村元氣）
- CHAOS;HEAD（高科史男）
- GALERIANS:RION系列（リオン）
  - GALERIANS:RION volume 1 覚醒
  - GALERIANS:RION volume 2 記憶
  - GALERIANS:RION volume 3 破壊（カイン）
- 幕末戀華 新選組（沖田總司）
- 鋼彈戰役（ケン・ビーダー・シュタット，PSP）
- Gundam Battle Royale （ケン・ビーダー・シュタット,PSP）
- 銀河天使（カミュ・O・ラフロイグ）
- 今日開始做魔王! 肇始之旅（薩拉列基）
- 王國之心（ゼクシオン）
  - 王國之心 Re:chain of memories
  - 王國之心 358/2天
- 槍彈辯駁系列
  - 槍彈辯駁 希望學園與絕望高中生（十神白夜）
  - 超級槍彈辯駁2 再見絕望校園（超高中級的欺詐師、十神白夜）
  - 絕對絕望少女 槍彈辯駁Another Episode（十神白夜）
- 東京魔人學園外法帖（御神槌、梅月、与助）
- 九龍妖魔學園紀（黒塚至人）
- 高機動幻想-機甲槍兵（速水厚志）
- 機動戰士GUNDAM SEED 系列（阿斯蘭·薩拉）
  - 機動戰士GUNDAM SEED 連合 vs. Z.A.F.T.
  - 機動戰士GUNDAM DESTINY GENERATION OF C.E.
- KERORO軍曹系列（/623/睦實）
- 小悪魔な15歳～保健室ver～(奈緒)
- 此花系列（桃井惠）
- （室生遼）
- SAKURA～雪月華～（草薙誠）
- 櫻花大戰（蒼き刹那、蝶）
- 侍道2（主人公-中性）
- 召喚夜想曲外傳 ～破曉之翼～（ノヴァ，PS2）
- （高千穗誠）
- Sunrise英雄譚R（カンジ・アカツキ）
- 吉翁最前線 機動戰士0079（ニッキ・ロベルト，PS2）
- SHINING WIND（キリヤ）
- 新世紀福音戰士2（渚薰）
- 新‧我們的太陽 ～沙巴特的反攻～（ラタトスク）
- 聖女貞德（ロジェ，PSP）
- 超級機器人大戰系列
  - 超級機器人大戰F完結篇（梅基保斯、渚薰）
  - 超級機器人大戰Complete Box（梅基保斯、提里烏斯·葛藍·比爾賽亞）
  - 超級機器人大戰α（渚薰）
  - 超級機器人大戰α外傳（伊古雷特·烏爾茲、伊古雷特·蘇里薩茲、伊古雷特·安薩茲）
  - 第3次超級機器人大戰α 終焉的銀河（阿斯蘭·薩拉）
  - 超級機器人大戰MX（渚薰）
  - 超級機械人大戰OGs（梅基保斯、伊古雷特·烏爾茲、伊古雷特·蘇里薩茲、伊古雷特·安薩茲）
  - 超級機械人大戰Z （阿斯蘭·薩拉）
  - 第2次超級機械人大戰Z 破界篇 / 再世篇 （阿斯蘭·薩拉）
  - 超級機器人大戰V （阿斯蘭·薩拉、渚薰）
- 空戰神鷹（リヴァル，PS2）
- 星際大戰 （Luke Skywalker）
- 太空頻道5 2代（パージ）
- 秀逗魔導士WONDERFUL（獣神官ゼロス）
- 戰國BASARA 2（竹中半兵衛）
- （結城拓馬）
- D・N・ANGEL TV Animation Series ～紅之翼～（日渡怜）
- 永恆傳奇（リッド・ハーシェル）
- 深淵傳奇（リッド・ハーシェル）※只於"闘技場"內登場
- 時空幻境世界 光明神話（リッド・ハーシェル）
- 網球王子系列（觀月初）
- DeviceReign（霧生忍）
- True Love Story～Remember My Heart～（柳澤修一）
- 心跳回憶 Girl's Side（守村櫻彌）
- NAMCO x CAPCOM （ギルガメス、ロックマン・ジュノ）
- 猫侍（天真）
- 遙遠時空系列
  - 遙遠時空（安倍泰明）
  - 遙遠時空2（安倍泰継）
  - 遙遠時空3（リズヴァーン）
  - 遙遠時空4（アシュヴィン）
- BALDR FORCE EXE（PS2版）(相馬透）
  - Baldr Force Standard Edition（PC全年齡版）(相馬透）
- 力石戰士2（アクセル）
- （柏木林斗）
- Phantasy Star Universe（ヒューガ・ライト）
- 夢幻奇緣（希爾菲斯·卡斯特利斯）
- （水奈瀨愛生）
- 獸人格鬥4（バクリュウ）
- 烙印勇士 千年帝國之鷹編 聖魔戰記之章（ジュドー，PS2）
- 閃電霹靂車系列（司馬誠一郎）
  - 閃電霹靂車 Road to the Evolution
  - 閃電霹靂車 Road to the Infinity 2
  - 閃電霹靂車 Road to the Infinity 3
  - 閃電霹靂車 Road to the Infinity 4
- 女神異聞錄系列
  - 女神異聞錄3（主角（男）/ Pharos / 望月綾時 / Death）
  - 女神異聞錄3 月夜熱舞（主角（男））
  - 女神異聞錄 3 Reload （主角(男)）
- 我們的太陽DS Django&Sabata（ネロ）
- 放課後的Love Beat（百瀨戒十）
- 真名法典：真紅的聖痕（スデイ，PS2）
- 舞-HiME～運命的系統樹～（炎凪）
- 銀河少女警察系列（相馬真也）
- YAKATA（ユキヤ）
- 悠久組曲 All Star Project（ルシード・アトレー）
- 義經紀（那須與一）
- Luminous Arc（アルフ）
- 異世界傳說2（エリオット）
- （假面男）
- 洛克人DASH（ロックマン・ジュノ）
- （PS2版：校長）
- （根越涉）
- Starry☆Sky~in Autumn~ （星月琥太郎）
- （子龍）
- 戀愛物語2（阿魯斯達‧拉維斯）PC
- SIGNAL （RUI 留依 るい）DS
- Bloody Call（久神夾）
- 最終幻想 零式（カヅサ）
- 十三支演義 〜偃月三國伝〜（劉備）
- 問答RPG 魔法使與黑貓維茲（西奧多‧薩扎）
- BLAZBLUE CHRONOPHANTASMA (アマネ＝ニシキ)
- Chain Chronicle（主角及眾人CD）IOS,Android
- 湯之花SpRING！（佐伯宏太）
- 5人の恋プリンス-ヒミツの契約結婚（室井 楓）
- 夢王國與沉睡中的100位王子殿下（威爾、豬八戒）
- 美男源氏傳（源義經）
- 陰陽師（兵俑、判官、山童）
- 最终幻想 纷争（库加）
- 最终幻想 纷争012（库加）
- 最终幻想 纷争NT（库加）
- JUMP FORCE（我爱罗）
- 魔法氣泡系列（艾克羅）（Fever 2 開始）
- 拳皇全明星（桂小太郎）
- 明日方舟（傀影）
- 聖火降魔錄 英雄雲集（艾澤爾、琉希昂）
- 原神（神里綾人）
- 崩坏3（奥托·阿波卡利斯）
- Final Fantasy XIV：曉月之終途（艾里迪布斯）

2023年
- 芙蕾德利卡（Archer）
- 歧路旅人II（提米諾斯）
- 崩壞:星穹鐵道（羅剎）

2025年
- 碧藍幻想（菲特·亚维路克斯）

### 特攝
- 獸拳戰隊激氣連者（巴蠅之聲）
- 超人力霸王雷古洛斯 (迪亞斯)
- 王樣戰隊帝王者（達孤德多·杜賈爾丹）
- 布莱泽奥特曼 (阿斯加隆AI系統「EGOISS」)

### 布袋戲
- 東離劍遊紀2（諦空）
- Thunderbolt Fantasy 東離劍遊紀3 ( 諦空／婁震戒 )

### 日語吹替

#### 李準基
- 2005年 王的男人：孔吉
- 2005年 飛吧，爸爸（朝鲜语：플라이 대디）：高勝錫
- 2007年 华丽的休假：姜振宇
- 2007年 狗和狼的时间：李秀贤（2007）
- 2008年 一枝梅：一枝梅／龍兒／李謙
- 2009年 HERO：陳道赫
- 2012年 阿娘使道傳：金銀悟
- 2013年 Two Weeks：張泰山
- 2014年 朝鮮神槍手：朴潤剛／長谷川半藏
- 2016年 谎言西西里：俊浩
- 2016年 月之戀人－步步驚心：麗：王昭
- 2017年 惡靈古堡：最終章：司令官朱

#### 伊利亞·伍德
- 1997年 冰風暴：Mikey Carver
- 1999年 彗星撞地球：Leo Biederman
- 1999年 像大黄蜂一样飞走（英语：The Bumblebee Flies Anyway）：Barney Snow

#### Jonathan Brandis（英语：Jonathan Brandis）
- 1990年 閃電俠：Terry Cohan
- 1992年 無敵戰將（英语：Sidekicks (1992 film)）：Barry Gabrewski
- 1993-1996年 SeaQuest DSV（英语：SeaQuest_DSV）：Lucas Wolenczak

#### 丹尼·努奇
- 1995年 赤色風暴：丹尼·瑞威蒂（Danny Rivetti）
- 1996年 魔鬼毀滅者：蒙洛（Deputy Monroe）
- 1996年 絕地任務：謝潑德海軍上尉（Lieutenant Shepard）

#### 其他
- 1994年 央視三國演義：周瑜（2009年重新配音的精簡版本）
- 1997年 鐵達尼號：傑克（2021電視放送版）[43]
- 1997年 小倩：寧采臣
- 1998年 Iron Thunder：セロー（只查到配音角色的日文譯名）
- 2002年 哈利波特：消失的密室：湯姆·瑞斗（16歲）
- 2005年 乒乓（東森電視劇）: 凌霄
- 2008年 赤壁（上） ：汉献帝
- 2014年 蜘蛛人驚奇再起2：電光之戰：哈里·奧斯本（Harry Osborn）／綠魔
- 2019年 爱x死x机器人: 三個機器人：K-VRC
- 2022年 山河令：周子舒

### 廣播
※表示網路電台節目
- 新撰組 Internet Radio
- （堤郁依）
- （石田彰、乾和代）（1993年；文化放送）
- （三石琴乃、石田彰）（1994年；ラジオ大阪 OBC）
- （石田彰、三重野瞳）（1995年；ラジオ大阪 OBC）
- 羅德斯島戰記～風和火的魔人～（石田彰、桑田貴子）（1994年 - 1995年；文化放送）
- （石田彰、三重野瞳）（1994年 - 1995年；文化放送）
- 彰和瞳的Knight of Midnight（石田彰、三重野瞳）（1995年；文化放送）
- （1996年；ラジオ大阪 OBC）
- （1996年 - 1997年、ラジオ日本→2007年 - 2014年、WAYUTA※・ラジ友※）
- （田嶋里香、石田彰）（1997年；ラジオ大阪 OBC）
- （石田彰、岸祐二、杉崎菜穗子；2003年 - 2004年；AM KOBE）
- 四聖獸 ケダモノたちのHEAVEN'S PARTY（2003年 - 2004年；AM KOBE）
- VOICE STATION〜HOTEL MAUSU〜（2004年；AM KOBE）
- （2005年；Victor Entertainment特設サイト内※）
- 今日のあきらさん。明日のかつゆきさん。（石田彰、小西克幸）（2012年 - 2017年、アニメイトモバイルシリーズ※→アニメイトTV※→アニメイトタイムズ※）
- くりぎむ!!〜クリームソーダとギムレット〜（2014年 - 2015年；音泉※）

### Event
- 平成16年 第5回MAUSU Promotion本公演「新版・相續法概說」

### 廣播劇CD
- Are you Alice系列（半斤八兩雙胞胎）
  - Are you Alice? ─Check mate.
  - Are you Alice? unbirthday scrap #003：Tweedle Dee∽Tweedle Dum.
- 創龍傳（龍堂余
- 我的初戀情人（垣野內逞）
- 愛的木莓寮（高松渚）
- 八犬传（犬村大角）
- 親友~Dear Friends~系列（今井優）
- 色誘中毒（堤郁依）
- 翡翠森林 狼與羊（羊咩）
- 四聖獸系列（麒麟のユダ）
- 封魔少年（永作慎太郎）
- 植木的法則系列（犬丸）
- 銀魂系列（桂小太郎）
- 薔薇的瑪利亞-Don't make me alone（亞濟安）
- （蘆屋光一）
- 萬葉戀歌・椿之章（山上將）
- （大約在雨季）（秋穗巧）
- 無法掙脫的背叛系列（奏多/冷呀）
- Starry☆Sky系列（星月琥太郎）
  - 星座彼氏シリーズ Starry☆Sky 〜Libra〜（天秤座）
  - Starry☆Sky 〜in Autumn〜
  - Starry☆Sky 〜in Autumn〜 星的収穫浪漫譚
  - 星座旦那シリーズ Starry☆Sky 〜Virgo&Libra〜
  - Starry☆Sky 〜in bitter season〜
  - Starry☆Sky 〜13constellation〜
  - Starry☆Sky 〜in Autumn〜Portable
  - Starry☆Sky 〜After Autumn〜
- 少年陰陽師系列（安倍晴明（青年））
- 少年進化論plus（藤崎直樹）
- 少年進化論plus番外篇－中年進化論（藤崎直樹）
- 夏目友人帳（名取周一）
- 潘朵拉之心系列（札克席茲·布雷克）
  - PandoraHearts 廣播劇CD1 CDドラマシアター『べザリウス学園の悪夢』
  - PandoraHearts 廣播劇CD2 CDドラマシアター『アリスの（お）む茶会』
- 百鬼夜行抄系列（飯島律）
- Fate/Zero（雨生龍之介）
- 羅密歐與朱麗葉（羅密歐）
- WILD HALF（葛城三月）
- （若水辰貞）
- Waltz華爾滋（店長）

### BL CD
- 優雅男子（M2）
- XY
- EveryDay EveryNight(日以作夜)（路易）
- ENDLESS 系列（東堂貴臣）
- 欠金情人系列（綾瀨雪彌）
- 銀之鎮魂歌（奇拉・卡姆斯）
- 喜歡就是喜歡系列（七海かい）
- 託生君系列
  - （高林泉）
  - 「Sincerely.」（高林泉）
  - （高林泉）
  - （三洲新）
  - （三洲新）
  - （三洲新）
  - （三洲新）
- DOUBLE CALL 系列（千堂賴人）
- 雙面間諜 巴黎接觸篇（查理奧朱）
- 雙面間諜 佛羅倫斯篇（ 查理奧朱）
- 同棲愛（篁光太郎）
- 富士見二丁目交響樂團系列（五十嵐健人）
- 真夜中的彌次與喜多（午夜駭嗑浪人） 愛與幻覺的小夜曲篇（カエル）
- Miss Cast 系列（立花和樹）
- 幸運男子（昴）
- LEVEL-C 2 in 1
- LEVEL-C 3
- 你不是天使（高見澤杏里）
- 最後的暑假（遠野旭）
- Catch Me!（諏訪智幸）
- 真夏的被害者（中里正志）
- 無法掙脫的背叛- 若宮奏多
- 王宮編-反逆之警鐘（桑傑爾曼）

### 朗诵CD
- 愛のポエム付き言葉攻めCD Lovers IV〜今日と明日の間（はざま）で夢を見た〜
- 朗読CD angelica -竹久夢二-
- 石田彰・岸祐二の五番街で逢いましょう シリーズ
- うずらっぱ朗読CD「雨月物語〜菊花の約」
- ラジオDJCD オー!NARUTOニッポン 其の一・十一（ゲスト）
- 官能昔話4 〜グリム童話〜
- 今日からマ王! DJCD 眞魔国放送協会 -SHK- vol.6（ゲスト）
- クッキングレシピCD『ラブ★スィーツ』
- クリームソーダとギムレット CDカクテル Vol.1・2
- 月刊男前図鑑 メガネ編 白盤（モテないメガネ）
- 月刊男前図鑑 芸能編 黒盤（アナウンサー）
- 月刊光源氏図鑑 椿編 白椿盤・紅椿盤（ナレーション）
- 極道くん漫遊記 外伝Special 極道ナイトライブ（DJ）
- 極道くん漫遊記 外伝2Special 極道ナイトライブ（DJ）
- DJCD 最遊記 1・2（ゲスト）
- DJCD 幻想魔伝 最遊記 3（ゲスト）
- 原創朗読CDシリーズ The Time Walkers 1 天草四郎
- 朗読CD 詩人 立原道造
- 少年陰陽師 ラジオCD 第3・7巻 彼方に放つ声をきけ〜略して孫ラジ（ゲスト）
- 新撰組インターネットラジオ シリーズ
- Story of 365 days〜chapter.SPADE（スペードのキング）
- セイント・ビースト ケダモノたちのHEAVEN'S PARTY ラジオCD シリーズ
- 講談CD 「戦国」シリーズ 真田幸村
- DJCD 戦国BASARA 第2巻（ゲスト）
- DJCD 戦国BASARA SPECIAL（ゲスト）
- 戦国武将物語〜大名編その壱〜（第七話「北条氏康物語」）
- 戦国武将物語外伝〜14の大名物語〜（北条氏康物語外伝「籠城」）
- 旦那カタログ Vol.1 今月の特集：強引な旦那様VS優しい旦那様（強引旦那・芦屋光一）
- 東京アニメセンターRADIO DJCD アダルト予備校〜彼と彼女とアナタとアイツと〜（ゲスト）
- Come across〜DEARS朗読物語〜 Vol.5 「アンデルセンの童話」
- DEARS 十二星座物語 Apollon Side（朗読 - さそり座）
- DEARS 星座物語外伝〜25の物語〜（朗読 - さそりのおほしさま）
- でぃあーず にほんのむかしばなし〜青の色〜（朗読 - 第二話『風の神と子供』）
- でぃあーず にほんのむかしばなし〜夢の色〜（朗読 - 第三話『ちいさなともだち』）
- DEARS 花言葉物語〜青の季節〜（秋の妖精『リンドウ』）
- DEARS 花言葉物語〜ラッキーフラワー占い〜（秋の妖精『リンドウ』）
- Dolly Oriental（朝霧千草）
- RADIO トーク ネオロマンス Paradise 遙かなる時空の中で 2・3
- 88星座物語〜オオカミの章〜（第六章）
- 88星座物語〜外伝〜 12の星の物語（「イルカ座の物語」）
- パンドララジオ SpecialCD Vol.1 〜華麗なる美食対決〜
- HONEY BEE 羊でおやすみシリーズ Vol.1 「僕らの声で…」（数え：1〜200匹目）
- HONEY BEE 万葉恋歌 -椿の章-（山上将）
- HONEY BEE ミツバチ声薬 『ハートエイド』
- HONEY BEE MESSAGE 4Uシリーズ vol.1 Happy Birthday to U（マルコム・キャトリー）
- HONEY BEE Landscape〜あの夏の願い〜（灯呂）
- ふしぎ工房症候群 原創朗読CD EPISODE.4「一緒に死んでくれますか?」語り
- RADIO DJCD BLEACH “B” STATION Third Season Vol.3（ゲスト）
- HOTEL MAUSU DJCD VOICE STATION 1・2
- DJCD「ママチャリと駐在さんのぼくちゅうラジオ!」（ゲスト）
- 朗読 宮沢賢治 名作選集 〜「どんぐりと山ねこ」〜
- 朗読 宮沢賢治 名作選集2 〜「セロひきのゴーシュ」〜
- 「今すぐ召喚! ツンデレ彼氏」やる気のない陰陽師編(百目鬼清祥)

### 個人專輯
- KNIGHT OF MIDNIGHT

### 旁白
- 月刊Animage TV
- 为东京大学等食堂的宣传片做旁白。

### 其他
- 曾有傳言說從2006年開始名古屋鉄道1200系電車上的“車門開關注意”的廣播是由石田彰錄製的，但查證鐵道公司之後發現是誤認。

## 外部連結
- PEERLESS GERBERA公式官網的聲優簡介 （页面存档备份，存于） （日語）